# Cultura de Siria

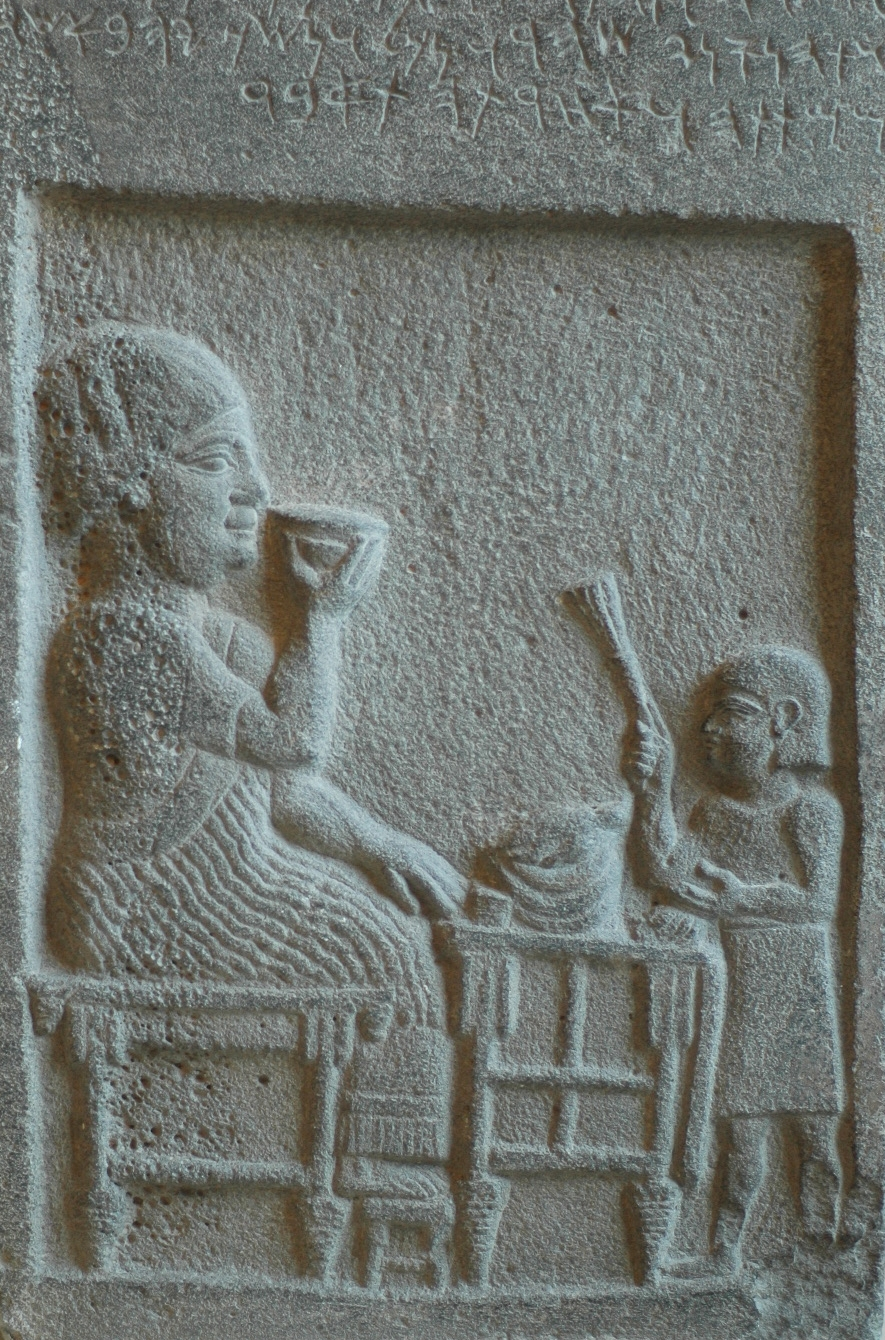
Estela funeraria del siglo VII a. C.

La cultura de Siria es producto de una mezcla de otras, y no se trata de una frase hecha, sino una realidad documentada. Los arqueólogos han descubierto escrituras y evidencias de una cultura que rivalizaba con la de Mesopotamia y de Egipto en la antigua ciudad de Ebla. Posteriores eruditos y artistas sirios contribuyeron al pensamiento y a las culturas griega y romana: Cicerón era pupilo de Antíoco de Ascalón en Atenas, y los escritos de Posidonio de Apamea influyeron en Tito Livio y en Plutarco.
Philip Hitti escribió: 

Los eruditos considera Siria como la maestra de las características humanas.

 y también Andrea Parrout: 

Cada persona civilizada debe admitir que tiene dos países de origen: aquél en el que nació, y Siria.

## Siria antigua

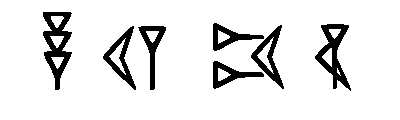
Letras ugaríticas.

Ya desde el Paleolítico hay presencia humana en el territorio que luego se llamará Siria. Uno de los yacimientos más interesantes es la cueva de Yabrud o de Iskafta, en el distrito de Nabek (a 75 km al norte de Damasco). Este sitio da nombre a una cultura, conocida como la yabrudiense, que supone la transición del Paleolítico Inferior al Medio.
De ese momento en adelante, todas las etapas históricas están representadas, como queda bien atestiguado en los Museos de Damasco y Alepo.
Siria ofreció al mundo la escritura cuneiforme ugarítica, la raíz del alfabeto fenicio, que data del siglo XIV a. C.

## Siria moderna
Siria es una sociedad tradicional con una historia cultural larga, donde se da más importancia a la familia, la religión, la educación y la disciplina que la dividió.  

### Vivienda

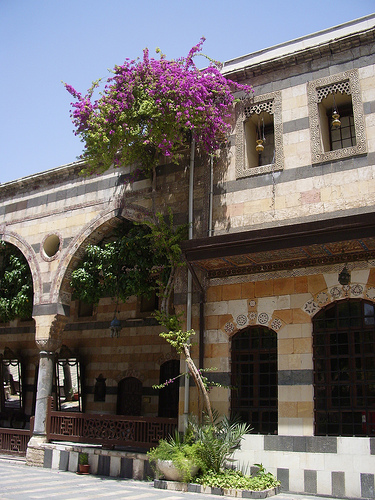
Vivienda antigua en Damasco.

Las casas tradicionales de las viejas ciudades de Damasco, Alepo y de otras ciudades sirias se preservan. Tradicionalmente, las viviendas se organizan alrededor de uno o más patios con una fuente en el centro y adornados con los árboles frutales (cítricos en su mayoría), parras de vides y flores.
Fuera de las grandes ciudades, como Damasco, Alepo u Homs, las áreas residenciales se arracima a menudo en aldeas pequeñas. Muchos edificios son muy antiguos (quizás algunos cientos años), habitados por miembros de la misma familia durante varias generaciones. La construcción suele ser de cemento sin pintar, y la gama de colores de una aldea siria es por lo tanto de tonos grises y marrones.

### Artes
Los sirios han contribuido a la literatura y a la música árabe, y tienen una gran tradición en poesía oral y escrita. Escritores sirios, muchos de los cuales emigraron a Egipto, han jugado un papel crucial en el Al-Nahda o el renacimiento literario y cultural árabe del siglo XIX. Los escritores sirios contemporáneos prominentes incluyen, entre otros, a Adonis, Muhammad Maghout, Haidar Haidar, Ghada al-Samman, Nizar Qabbani y Zakariyya Tamer.

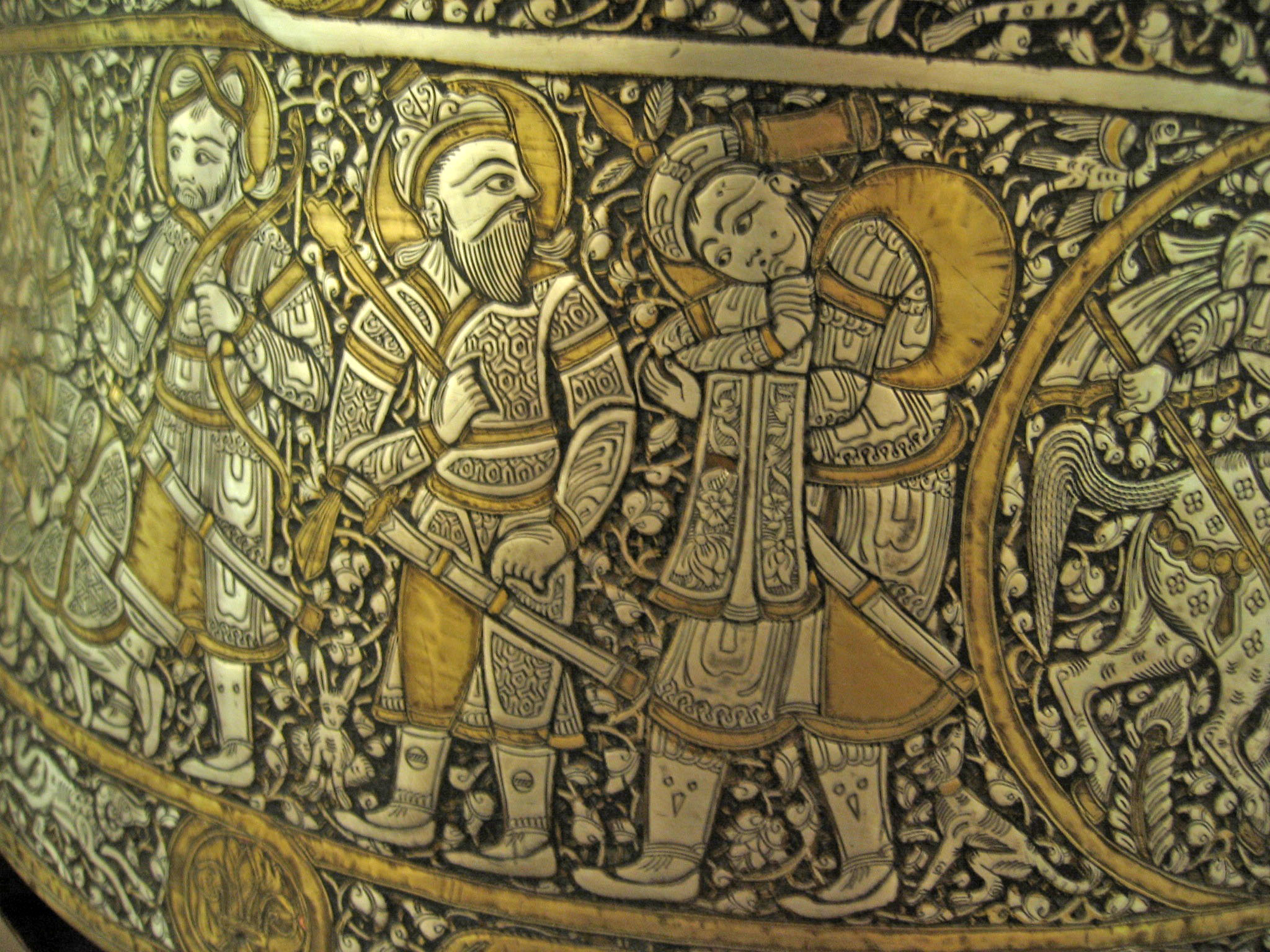
Baptisterio de latón con incrustaciones de plata,.

### Artesanía
Aunque en declive por la competencia comercial de otros países, la mundialmente famosa industria de artesanía siria todavía emplea millares de personas en el bordado de sedas, tejido de alfombras, talla de madera y por el repujado de metales preciosos, oro, plata y cobre.

#### Danzas
El gusto sirio por las artes tradicionales se expresa en danzas tales como el al-Samah, el Dabkes en todas sus variaciones y la Danza de la espada. Las ceremonias para celebrar matrimonios o nacimientos son ocasiones para una animada demostración de costumbres populares.

### ¿Cómo era el cine?
Había una presencia del sector privado en la industria siria del cine hasta el final de la década de 1970, pero la inversión privada prefirió el más lucrativo negocio de las series por entregas para televisión. Las telenovelas sirias, de una amplia variedad de estilos (todos melodramáticos, sin embargo), tienen una gran penetración de mercado en el mundo árabe oriental.

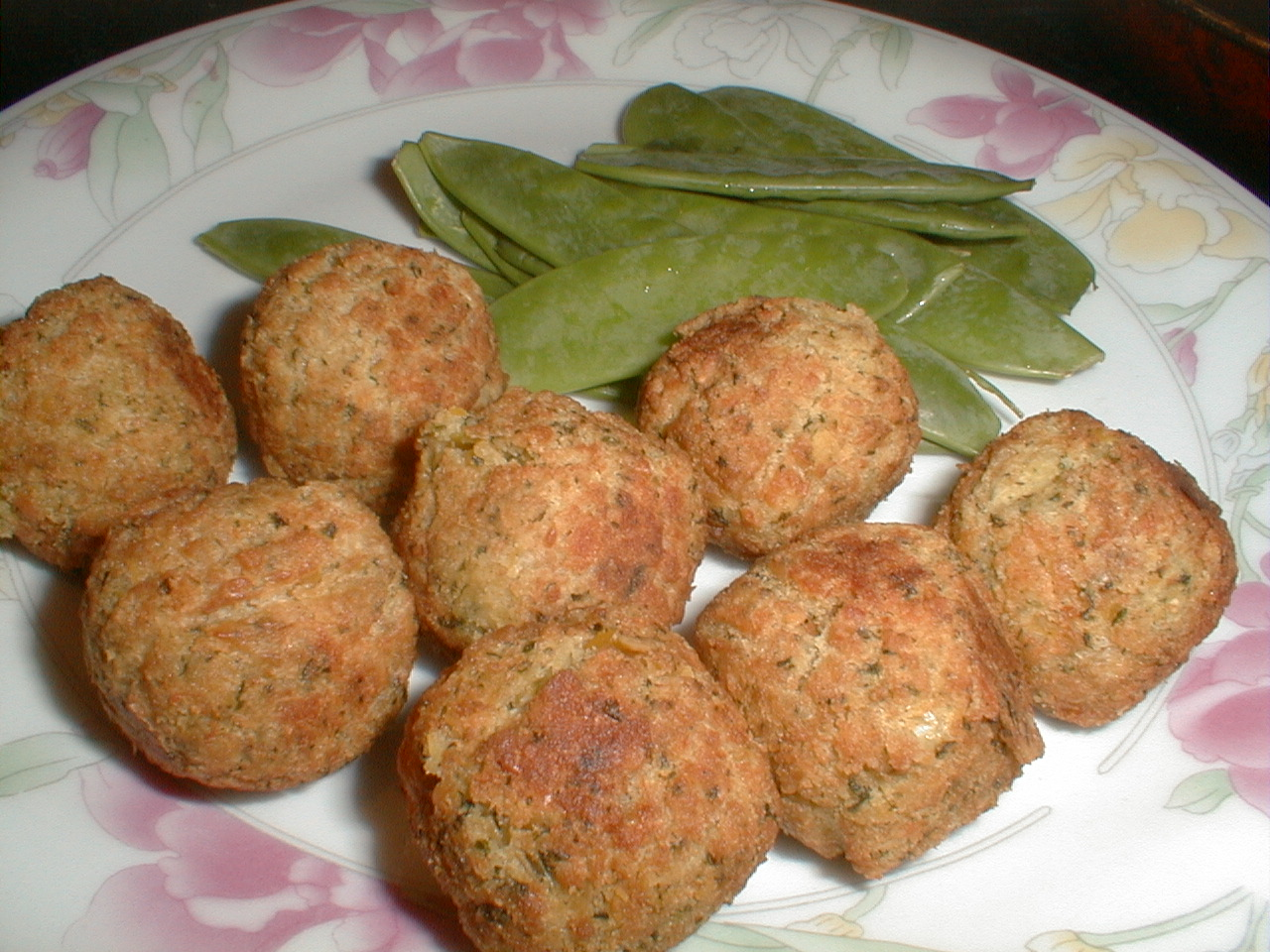
Faláfel.

### Gastronomía
La comida siria consiste sobre todo en platos del Mediterráneo oriental, griegos, y del Oriente Medio. Algunos platos sirios también se desarrollaron a partir de la cocina turca . Platos como el Shish kebab, el dolma, shawarma, faláfel o calabacín relleno son muy populares en Siria, y el alimento es diverso en gusto y tipo. Los restaurantes están generalmente abiertos y se sirve al aire libre.